# Свистульки (рыбы)
Свистульки (лат. Fistularia) — род лучепёрых рыб, единственный в семействе свистульковых (Fistulariidae). Распространены в тропических и субтропических водах всех океанов.

## Описание
Тело длинное, уплощённое в дорсовентральном направлении; голое или покрытое крохотными шипиками и рядами костных пластинок. Рыло удлинённое, трубчатое. На челюстях нет усиков. Спинной и анальный плавники с коротким основанием, сдвинуты к задней части тела. Хвостовой плавник раздвоенный, с удлинёнными нитями, образованными двумя средними лучами. Боковая линия хорошо развита, делает дугу в передней части тела и до середины спины, затем идёт по середине тела и заходит на хвостовые нити. Позвонков 76—87, туловищные позвонки с двумя поперечными отростками.
Максимальная длина тела представителей разных видов варьирует от 106 до 200 см.

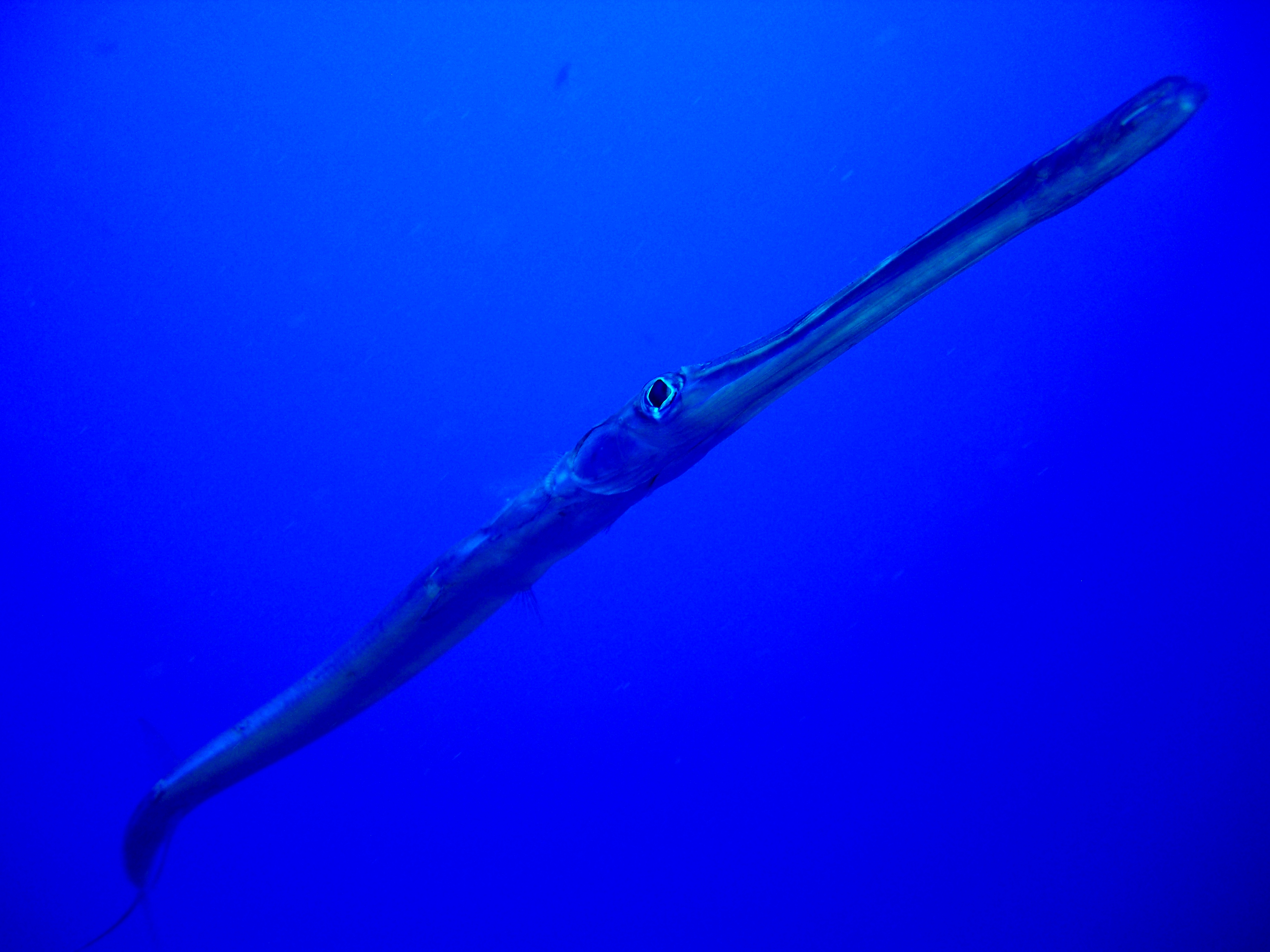
Fistularia commersonii

## Классификация
В состав рода включают 4 вида:
- Fistularia commersonii Rüppell, 1838 — Фистулария Коммерсона, или голубопятнистая свистулька
- Fistularia corneta Gilbert & Starks, 1904
- Fistularia petimba Lacépède, 1803 — Гладкая свистулька, или розовая свистулька
- Fistularia tabacaria Linnaeus, 1758 — Пятнистая свистулька, или зелёная свистулька, или рыба-флейта